# Wanderradikalismus
Wanderradikalismus ist die Jesus von Nazareth und den frühen Christen von dem Neutestamentler Gerd Theißen zugeschriebene Lebenshaltung.

## Definitionen
Gemeint ist ein radikales Ethos der Heimatlosigkeit, Familiendistanz, Besitzkritik und Gewaltlosigkeit. Maßgeblich geprägt wurde dieser Begriff von Theißen in seinem Werk Soziologie der Jesusbewegung (1977), worin er davon ausgeht, dass nicht nur Jesus von Nazaret und seine Jünger diese Lebensform vertraten, sondern auch andere entwurzelte und vom Elend geprägte Gruppen in Palästina.
Der spezifische „Wanderradikalismus“ der Jesusbewegung war nach Theißen von drei strukturbildenden Rollen geprägt. Zum einen gab es die „Wandercharismatiker“, die dem Ethos des Wanderradikalismus entsprechend umherzogen. Sie stammten in der Regel aus ländlichen „Ortsgemeinden“, die von Sympathisanten der Jesusbewegung gebildet wurden. Die Ortsgemeinden fungierten als materielle Basis der besitzlos lebenden Wandercharismatiker. Dort waren sie als geistige Autoritäten anerkannt. Wandercharismatiker und Ortsgemeinden waren auf Jesus als „Offenbarer“ ausgerichtet.
Grundlage für Theißens Analysen ist das Kriterium der Kontextplausibilität in der jüdischen Welt zur Interpretation der christlichen Überlieferung: Nur jene Inhalte können als historisch gelten, die sich aus der Verwurzelung der Jesusbewegung in der jüdischen Kultur des ersten Jahrhunderts erklären lassen. Damit widersprach er dem etwa von Ernst Käsemann verwendeten doppelten Differenzkriterium, das besagt, dass „echte“ Jesusworte sich weder aus der jüdischen Umwelt noch aus Leben und Lehre des Urchristentums erklären lassen dürften. Auf seiner soziologischen Grundlage erklärt Theißen etwa die frühe Entstehung der vermuteten Logienquelle.
Theißens These wurde verschiedentlich kritisiert. So wird Lk 10,2–11  auch wegen vieler in Tagesreisen zu bewältigender Entfernungen in Unter-Galiläa als vorübergehende Aussendung zur Mission verstanden. Nach R. A. Horsley richtete sich die Ethik Jesu nicht in erster Linie an wandernde Jünger, sondern Ziel der Jesusbewegung sei eine Reorganisation der dörflichen Gesellschaft gewesen. K. E. Corley weist darauf hin, dass ein dauerhaftes Verlassen der Großfamilie sozial Abhängigen, insbesondere Frauen und Kindern geschadet hätte. Die Reisen der Logienquelle spiegelten eher das Alltagsleben der Unterschicht. Beispielsweise seien Frauen häufig zu Handelsgeschäften von Stadt zu Stadt gereist. Hinter den familienkritischen Jesusworten Lk 12,52f. , 14,26 und 9,59 vermutet sie Konflikte zwischen Eltern und Kindern über traditionelle Beerdigungsriten.